# Mountbatten-Windsor

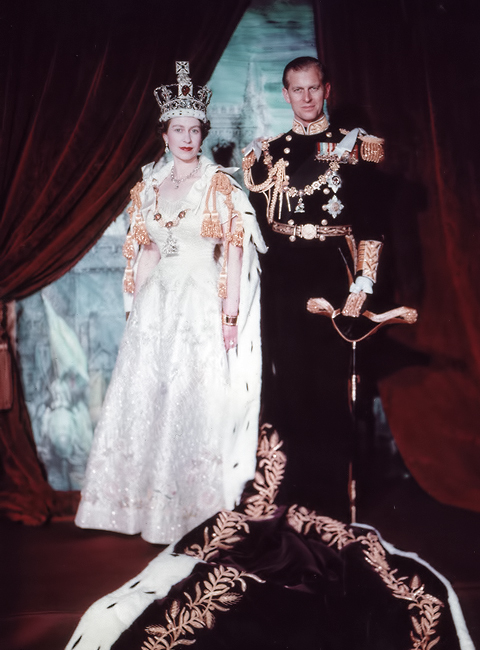
Coroação de Isabel II, com o Príncipe Felipe ao lado, junho de 1953

Brasão do Príncipe Felipe, Duque de Edimburgo

Brasão da Casa de Battenberg

Selo da Casa de Windsor

Mountbatten-Windsor é o sobrenome pessoal usado por alguns dos descendentes de linhagem masculina da rainha Elizabeth II e do príncipe Philip, Duque de Edimburgo. Pela declaração de um conselho privado, em 1960, o sobrenome Mountbatten-Windsor se aplica a todos os descendentes de Isabel II sem os títulos reais. Indivíduos com títulos reais não usam o sobrenome, mas alguns descendentes de Isabel II e Felipe que tenham ligações com a rainha têm usado Mountbatten-Windsor como sobrenome.

## Uso atual
A Monarquia Britânica alega que o sobrenome Mountbatten-Windsor é usado por membros da Família Real que não possuem um sobrenome, quando um sobrenome é necessário. Por exemplo, Os filhos da rainha, Príncipe André e Princesa Anne, utilizam Mountbatten-Windsor em seus registros de casamento de 1986 e 1973, respectivamente. Príncipe William utilizou o sobrenome em um processo na França contra uma revista que publicou fotos de topless de sua esposa.
Na época da declaração do conselho em 1960, representantes do palácio, alegaram em comunicações privadas que fora criado um sobrenome oculto que surgiria várias gerações depois, quando alguns dos descendentes da Rainha Isabel II fossem removidos do trono. No casamento do Príncipe Eduardo com Sophie Rhys-Jones, em 1999, a rainha decidiu que, de comum acordo com o casal, que nenhum de seus futuros filhos deveria ser denominado de Sua Alteza Real. Consequentemente, o nascimento da filha de Eduardo e Sophie, em 2003, marcou o início do uso do sobrenome Mountbatten-Windsor. Sua filha se chama Louise Alice Elizabeth Mary Mountbatten-Windsor, ainda que ela tenha o título de Lady Louise Windsor pelo fato de seu pai ser Conde de Wessex.
Mountbatten-Windsor difere do nome oficial da Família Real Britânica, que permanece sendo a Casa de Windsor. De acordo com a lei e com o costume inglês, o sobrenome Mountbatten-Windsor pertence a todos os descendentes da rainha e seu marido e é usado por eles quando um sobrenome é necessário. Outros descendentes de Jorge V, primeiro monarca da Casa de Windsor, usam Windsor como sobrenome se e quando for necessário.
Depois da mudança de nome da Casa de Saxe-Coburgo-Gota para Windsor, outros descendentes da Rainha Vitória e do Príncipe Albert também podem utilizar Windsor.

## Descendentes de Isabel II e Filipe
A árvore genealógica da família é baseada na linha de sucessão ao trono britânico e seus cônjuges.
- Rainha Isabel II (1926-2022) r- 1952-2022 ∞  Príncipe Filipe, Duque de Edimburgo (1921–2021) – c. 1947
  -  Rei Carlos III (n. 1948) - r. 2022-
    - (1)  Guilherme, Príncipe de Gales  (n. 1982)
      - (2)  Príncipe Jorge de Gales (n. 2013)
      - (3)  Princesa Carlota de Gales (n. 2015)
      - (4)  Príncipe Luís de Gales (n. 2018)

    - (5)  Príncipe Henrique, Duque de Sussex (n. 1984)
      - (6)  Príncipe Archie de Sussex (n. 2019)
      - (7)  Princesa Lilibet de Sussex (n. 2021)

  - (8)  Príncipe André, Duque de Iorque (n. 1960) 
    - (9)  Princesa Beatriz, Senhora Eduardo Mapelli Mozzi (n. 1988)
    - (11)  Princesa Eugênia, Senhora Jack Brooksbank (n. 1990)

  - (13)  Príncipe Eduardo, Duque de Edimburgo (n. 1964)
    - (14)  Jaime, Conde de Wessex (n. 2007)
    - (15)  Dama Luísa Mountbatten-Windsor (n. 2003)

  - (16)  Ana, Princesa Real (n. 1950)